# Plesiochrysa impunctata
Plesiochrysa impunctata is een insect uit de familie van de gaasvliegen (Chrysopidae), die tot de orde netvleugeligen (Neuroptera) behoort. 
Plesiochrysa impunctata is voor het eerst wetenschappelijk beschreven door Navás in 1914.